# Riksdagen 1529
Riksdagen 1529 ägde rum i Strängnäs.
Ständerna sammanträdde den 17 juni 1529. 
I april 1529 inleddes det som kallas Västgötaherrarnas uppror. Riksdagen handlade mycket om dessa oroligheter med anklagelser och försvar. En domstol tillsatt av 50 frälsemän dömde upprorsmännen. Västerås recess stadfästes. 
Riksdagen avslutades den 21 juni 1529.